# Stazione di Vetralla
La stazione di Vetralla è la stazione ferroviaria della linea Roma-Capranica-Viterbo a servizio del comune di Vetralla.

## Storia
La stazione venne attivata prima del 1916.

## Strutture e impianti
L'impianto è dotato di due binari passanti destinati al servizio viaggiatori.

## Movimento
La stazione è servita da tutti i treni regionali per Roma e Viterbo della linea FL3.
Nelle ore di morbida dei giorni lavorativi è presente un treno ogni ora per Roma Ostiense o Roma Tiburtina  e Viterbo. Nei giorni festivi e nel periodo estivo l'offerta scende ad un treno ogni due ore per Roma Tiburtina (qualche treno limitato a Roma Ostiense)  e Viterbo.